# Ghiacciaio Caulfeild
Il ghiacciaio Caulfeild (in inglese Caulfeild  Glacier) (66°11′S 65°00′W) è un ghiacciaio situato sulla costa di Graham, nella parte occidentale della Terra di Graham, in Antartide. Il ghiacciaio, il cui punto più alto si trova 1.156 m s.l.m., è il più settentrionale dei due ghiacciai tributari che fluiscono fino ad unirsi al flusso del ghiacciaio Hugi a ovest del picco Dodunekov.

## Storia
Il ghiacciaio Caulfeild è stato mappato dal British Antarctic Survey, che all'epoca si chiamava ancora Falkland Islands and Dependencies Survey, grazie a fotografie aeree scattate dalla Hunting Aerosurveys Ltd nel 1955-57. Il ghiacciaio è stato poi così battezzato nel 1959 dal Comitato britannico per i toponimi antartici in onore di Vivian Caulfeild (1874—1958), pioniere inglese dello sci, uno delle più grandi autorità della tecnica di questo sport.